# Соболев, Сергей Михайлович
Серге́й Миха́йлович Со́болев (24 сентября 1900, Любаховка, Калужская губерния — 25 февраля 1939 Москва, СССР) — советский партийный деятель. Член Коммунистической партии с 1918 года. Член Центральной контрольной комиссии ВКП(б) (1925—1927), кандидат в члены ЦК ВКП(б) (1927—1930). Входил в состав особых троек НКВД СССР.

## Биография
Родился 24 сентября 1900 года в деревне Любаховка в семье крестьянина-бедняка. С детства работал в крестьянском хозяйстве отца, в 1914 году поступил учеником литейщика на Балтийский судостроительный завод в Петрограде. Активный участник революционных событий 1917 года в Петрограде, один из организаторов петроградского комсомола. 1 июня 1918 года вступил в Российскую коммунистическую партию (большевиков). В период Гражданской войны находился на политработе в Рабоче-крестьянской красной армии (РККА), в 1920 году принимал участие в Советско-польской войне, в составе Южного фронта — в Перекопско-Чонгарской операции и разгроме армии генерала П. Н. Врангеля в Крыму.
После демобилизации находился на руководящей работе в Крыму, в Баку, в Сибири.
В 1921 — 1922 годах — ответственный секретарь Симферопольского городского, уездного комитета РКСМ, в 1922 году — заведующий Военно-спортивным отделом Крымского уездного комитета частей особого назначения (ЧОН). В 1924 году -заместитель заведующего Агитационно-пропагандистским отделом ЦК Коммунистического Союза Молодежи Азербайджана, а затем секретарь ЦК КСМ Азербайджана.
В 1924 — 1925 годах был членом Сибирского краевого комитета РКСМ.
В июле 1925 года был переведен в Ленинград секретарем Василеостровского районного комитета РЛКСМ и стал секретарем ЦК РЛКСМ. 31 декабря 1925 года на XIV съезде ВКП(б) был избран членом Центральной Контрольной Комиссии ВКП(б). В 1926 году был освобожден от обязанностей секретаря ЦК РЛКСМ. В 1927 году — секретарь Северо-Западного бюро ЦК ВЛКСМ
В октябре 1927 года — августе 1928 года — 1-й секретарь Ленинградского губернского — областного комитета ВЛКСМ 19 декабря 1927 года на XV съезде ВКП(б) избран кандидатом в члены Центрального комитета ВКП(б), которым оставался до 26 июня 1930 года.
В 1930 году окончил Курсы марксизма-ленинизма при ЦК ВКП(б) (В материалах архивного следственного дела 1938—1939 года образование Соболева было указано как низшее). После этого работал секретарем Петроградского райкома ВКП(б), затем секретарем райкома Красногвардейского района в Ленинграде. Член Бюро Ленинградского обкома и горкома партии. В мае 1937 года был назначен заведующим отделом Ленинградского городского комитета ВКП(б).
21 июля 1937 года назначен 1-м секретарем Красноярского краевого комитета ВКП(б). В 1937 году был избран депутатом Верховного Совета СССР 1-го созыва.

## Во главе Дальневосточного края
13 июня 1938 года, после бегства в Маньчжоу-Го начальника Управления НКВД по ДВК Г. С. Люшкова, все руководство Дальневосточного края было смещено. Сергей Михайлович Соболев, находившийся проездом в Хабаровске, был в экстренном порядке назначен исполняющим обязанности Первого секретаря Дальневосточного краевого комитета ВКП(б). В опубликованной на следующий день официальной биографии С. М. Соболева отмечалось: «За всё время своей работы т. Соболев ведёт непримиримую борьбу с контрреволюционными троцкистско-бухаринскими, зиновьевскими фашистскими бандитами».
Уже утром того же дня он выступил на Хабаровской городской партийной конференции с сообщением о происшедших событиях, а на вечернем заседании произнёс большую речь, в которой говорил:
Независимо от того, кто носит какую форму: бойца ли ОКДВА, пограничника ли, краснофлотца ли Тихоокеанского флота, железнодорожника, или рабочую блузу — все мы — бойцы. Все мы несём почётную сталинскую вахту на Дальнем Востоке, на рубеже великого социалистического государства.
Соболев призывал
Неуклонно повышать боеспособность партийных организаций в борьбе с врагами партии и народа, разоблачать и выкорчёвывать троцкистско-бухаринских и иных предателей родины, шпионов, диверсантов, вредителей, направлять работу партийных организаций на решительную и энергичную ликвидацию последствий вредительской работы…
16 июня он был избран в состав Президиума горкома ВКП(б), а 19 июня на пленуме горкома Соболева избрали Первым секретарём Хабаровского городского комитета партии.
Вскоре после этого он совершил поездку во Владивосток, где 21 июня выступил на собрании городского партийного актива в Доме Красной армии и флота, а 29 июня провёл собрание городского партактива по вопросам жилищно-коммунального строительства в Хабаровске.
Однако, став полноправным партийным лидером краевой столицы, Соболев до конца срока своих полномочий продолжал оставаться только исполняющим обязанности Первого секретаря Далькрайкома ВКП(б). Этот период отмечен вхождением в состав особой тройки, созданной по приказу НКВД СССР от 30.07.1937 № 00447 и активным участием в сталинских репрессиях.
22 июня 1938 года в связи с новым назначением он был освобождён от обязанностей первого секретаря Красноярского крайкома.
25 июня бюро крайкома ВКП(б)подвергло резкой критике прежнее руководство края и партийные организации всех уровней, обвинив их в плохом выполнении решений январского пленума ЦК ВКП(б). Крайком обязал обкомы, горкомы и райкомы до 10 июля в установленном порядке рассмотреть все апелляции репрессированных и исключённых из партии членов ВКП(б), а также возобновить приём в партию, не возобновлённый в установленные сроки.
25-26 июля 1938 года крайком ВКП(б) провёл совещание секретарей обкомов, горкомов и райкомов Дальневосточного края по вопросам партийной работы и укрепления партийного аппарата после июньских событий.
На посту руководителя Далькрайкома Соболев вёл активную деятельность, часто появлялся на различных мероприятиях, выступал с речами. 1 июля он выступил на массовом митинге по случаю победы коммунистов на выборах в Верховным Совет РСФСР (по официальным данным в митинге участвовало до 50000 человек), 4 июля — вместе с маршалом В. К. Блюхером, Начальником Главного политуправления РККА Л. З. Мехлисом и заместителем наркома внутренних дел М. П. Фриновским встречал совершивших очередной беспосадочный перелёт лётчиков Владимира Коккинаки и Александра Бряндинского, а 13 июля вместе с Блюхером провожал их в Москву. 18 июля Соболев провёл собрание 4000 строителей-стахановцев, утром 22 июля выступил на пленуме крайкома ВЛКСМ, участвовал в праздновании Международного юношеского дня 6 сентября и т. д.
Нахождение Соболева на посту руководителя Дальневосточного края совпало с обострением внешнеполитической ситуации и советско-японским конфликтом на озере Хасан. 6 августа Соболев выступил на 100000-м митинге в Хабаровске, собранном в связи с этими событиями. 15 августа он выступал в клубе НКВД с докладом о текущем моменте. Действия В. К. Блюхера на озере Хасан вызвали серьёзное недовольство руководства СССР, что привело к его отстранению от командования, расформированию Дальневосточного фронта и созданию двух Отдельных дальневосточных краснознаменных армий. 23-25 сентября Соболев принимал участие в работе 1-й партийной конференции 2-й Отдельной краснознаменной армии в Хабаровске.
В августе-сентябре 1938 года деятельность Далькрайкома была направлена на улучшение снабжения края и организацию уборки урожая, на ликвидацию затоваривания железнодорожных станций, налаживание работы промышленности. 18-19 августа Соболев провёл совещание работников лесной промышленности ДВК, 10 сентября — первое в истории дальневосточной парторганизации совещание секретарей райкомов и парторгов первичных парторганизаций, 13 сентября — совещание секретарей политотделов и парторгов угольной и рыбной промышленности, железнодорожного транспорта и сельского хозяйства, 21 сентября — краевое совещание инструкторов райкомов, горкомов и обкомов партии.
17 сентября самолёт ПС-40 доставил из Москвы в Хабаровск 12000 экземпляров газеты «Правда» с первыми главами «Краткого курса истории ВКП(б)». Вечером того же дня Соболев провёл в клубе НКВД собрание городского партийного актива по изучению истории партии.
В конце сентября — начале октября Соболев совершил поездку в Ворошилов, чтобы лично следить за ходом уборочных работ и принять участие в заседании бюро Уссурийского обкома ВКП(б). В это же самое время в Дальневосточном крае развернулись активные поиски экипажа самолёта «Родина» (экипаж — Валентина Гризодубова, Полина Осипенко, Марина Раскова), совершившего беспосадочный перелёт из Москвы и аварийную посадку в тайге. 3 октября экипаж был обнаружен в 20 километрах от озера Амуткит и через Комсомольск-на-Амуре отправлен в Хабаровск. 17 октября Соболев встретил экипаж «Родины» в Хабаровске, а вечером 19 октября устроил торжественные проводы на хабаровском железнодорожном вокзале. Соболев произнёс речь с трибуны, Полина Осипенко выступила с ответной речью, после чего лётчицы поездом выехали в Москву. Проводы экипажа самолёта «Родина» стали последним событием в партийной карьере Сергея Михайловича Соболева.

## Конец карьеры
20 октября 1938 года Дальневосточный край прекратил своё существование и был разделён на Хабаровский и Приморский края. Вместе с ним был упразднён и Далькрайком ВКП(б) — Хабаровскую парторганизацию возглавил 2-й секретарь Далькрайкома Владимир Донской, Приморскую — направленный из Москвы Николай Пегов.
4 ноября 1938 года Сергей Михайлович Соболев был арестован органами НКВД. Военная коллегия Верховного суда СССР признала его виновным в «антисоветской, вредительской и террористической деятельности» и 25 февраля 1939 года приговорила к расстрелу. Приговор был приведён в исполнение в тот же день.
Сергей Михайлович Соболев был реабилитирован Определением Военной коллегии Верховного суда СССР от 23 января 1956 года.